# Wasserbehälter (Albig)

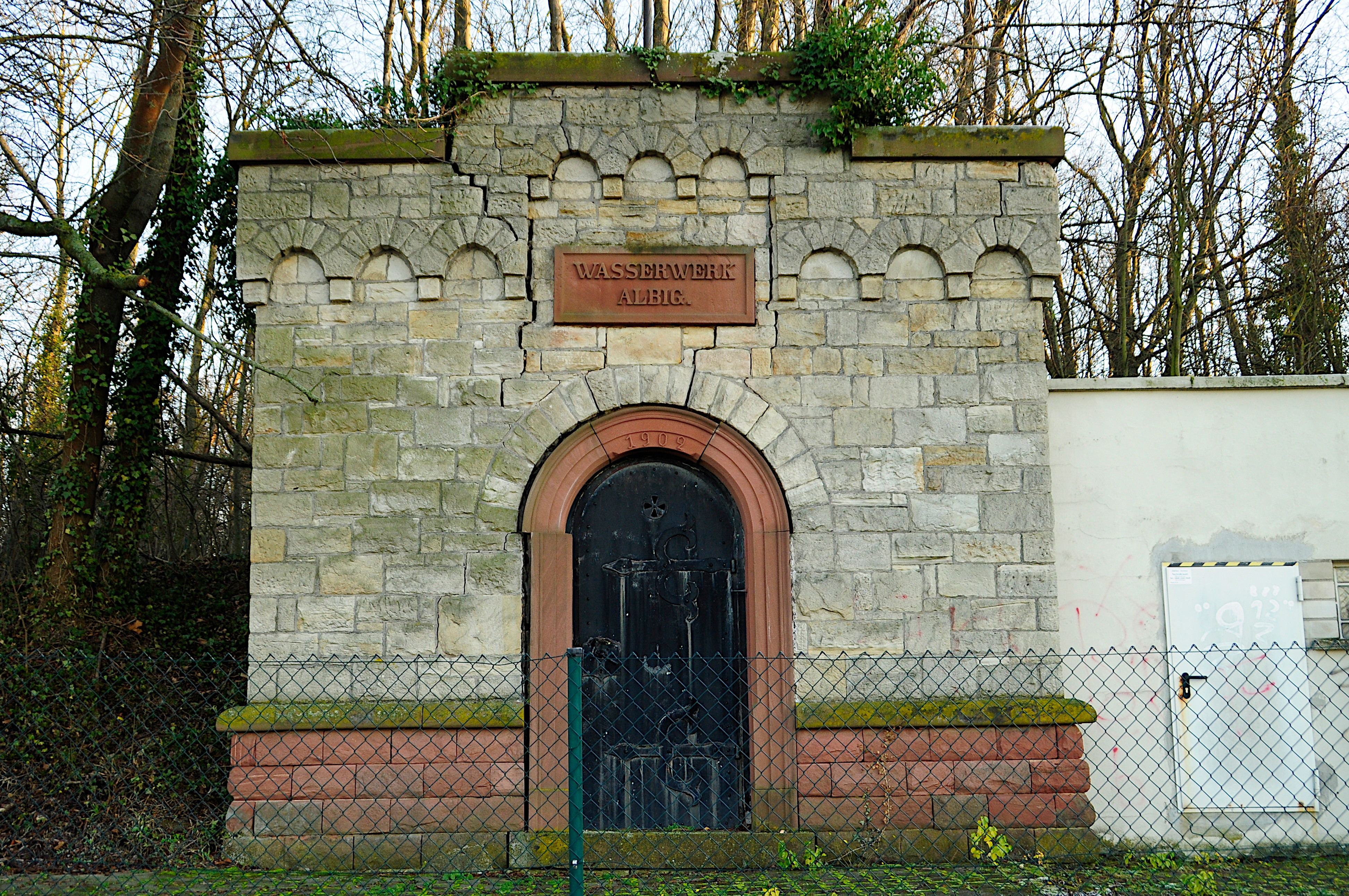
Wasserbehälter in Albig

Der Wasserbehälter in Albig, einer Ortsgemeinde im Landkreis Alzey-Worms in Rheinland-Pfalz, wurde 1902 errichtet. Der Wasserbehälter östlich des Ortes in der Flur Mittelweg ist ein geschütztes Kulturdenkmal.
Der historisierende Sandsteinquaderbau ist im Portalbogen mit der Jahreszahl 1902 bezeichnet. Das Rundbogenportal, die Inschriftentafel und der Sockel sind farblich durch den Rotsandstein abgesetzt.